# Young Buck
Young Buck, właściwie David Darnell Brown (ur. 15 marca 1981 w Nashville, Tennessee) – raper, członek hip-hopowej grupy Ten-A-Key Boys. Członek składu G-Unit.

## Życiorys
Przed dołączeniem do G-Unit Young Buck był dealerem narkotyków w swoim rodzinnym mieście. W 2001 roku został dwukrotnie postrzelony w swoim domu, przez nieznanego gangstera z broni palnej. Został postrzelony w prawe ramię (które prawie stracił) oraz w tylną część lewego uda. Odczekał 45 minut zanim wezwał karetkę aby schować wszystkie nielegalne rzeczy w swoim domu. Doznał przez to dużego ubytku krwi. Wiele osób podaje jego przynależność do gangu Crips jednak sam raper tego nie potwierdza. Zarabiał w ten sposób na życie, lecz ciągle próbował swoich sił w muzyce. W 2000 r. razem z przyjacielem D-Tay'em podpisał kontrakt z wytwórnią Next Level i wydał album Thuggin' Til The End.
Young Buck zerwał ten kontrakt, gdyż nie był z niego zadowolony, a podpisał inny z ex-Cash Money Records i dołączył do rapera Juvenile i jego grupy UTP. Buck towarzyszył mu podczas trasy koncertowej, a podczas jednej z takich podróży do Nowego Jorku poznał Lloyda Banksa, Tony'ego Yayo i 50 Centa. Zaprezentował im swój freestyle, który zrobił na nich tak wielkie wrażenie, że od razu podpisał z nimi kontrakt i dołączył do wytwórni G-Unit. Zaczął od gościnnego występu na albumie 50 Centa Get Rich or Die Tryin' w piosence Bloodhound.
Young Buck reprezentuje styl „Southern hip-hop” – używa w swoich piosenkach południowego slangu, rapując przy tym przeważnie do ciężkich i mrocznych bitów. 
Jego pierwszy solowy album „Straight Outta Cashville” – odwołanie do znanego albumu N.W.A Straight Outta Compton był wydany 27 sierpnia 2004. Album ten zawierał takie single jak „Let Me In”, „Shorty Wanna Ride” i „Look At Me Now” nagrany z Konem Artistem z D12.
W ostatnim czasie Young Buck zainicjował działalność nowej gałęzi wytwórni Aftermath/Shady/G-Unit Records którą nazwał Cashville Records. Do tej pory przyjął do niej D-Taya, Lil' Scrappy'ego, Lil' Murder'a, C-Bo, All Star'a oraz Hi-C'a i Outlawz. Ma też własną linię odzieżową Dawid Brown Clothing.
W 2008 roku został wyrzucony z G-Unit, powodem były sprzeczki z 50 Centem o pieniądze.
Konflikt między Young Buckiem a 50 Centem zaowocował dissem Young Bucka pt. „Taped Conversation”, w którym znieważa Centa. W obronie szefa G-Unit stanął Spider Loc, który wydał dwa dissy pod adresem Young Bucka pt. „Lean on Me” i „Geez Like They Used 2”.
Po stronie Bucka opowiedział się Game wydając „Taped Conversation”, gdzie wspiera Bucka i stwierdza, że wyrzucenie Bucka to największy błąd od czasu, gdy jego samego (Game'a) „50” wyrzucił z G-Unit. Po wyrzuceniu z zespołu Buck był często widziany z Game'm i nawet wystąpił w epizodzie teledysku Game'a pt. „My life”.
Data nowego albumu pt. „The Rehab” została wyznaczona na 6 lipca 2010 roku, jednak premiera została przeniesiona na 7 września tego samego roku.
W 2014 po zjednoczeniu G-Unit na Hot97 Summer Jam, po 6 latach nieobecności, powrócił do składu.

## Dyskografia

### Albumy studyjne
- Straight Outta Cashville (2004)
- Buck the World (2007)

### Albumy niezależne
- Born To Be a Thug (2002, demo)
- T.I.P (2005, demo)
- They Don't Bother Me (2007)
- The Rehab (2010)